# 데드 맨스 레터스
데드 맨스 레터스(러시아어: Письма мёртвого человека, Dead Man’s Letters)는 러시아(구 소련)에서 제작된 콘스탄틴 로푸샨스키 감독의 1986년 SF, 드라마 영화이다. 롤랜 비코브 등이 주연으로 출연하였다.

## 출연

### 주연
- 롤랜 비코브